# SAS Band

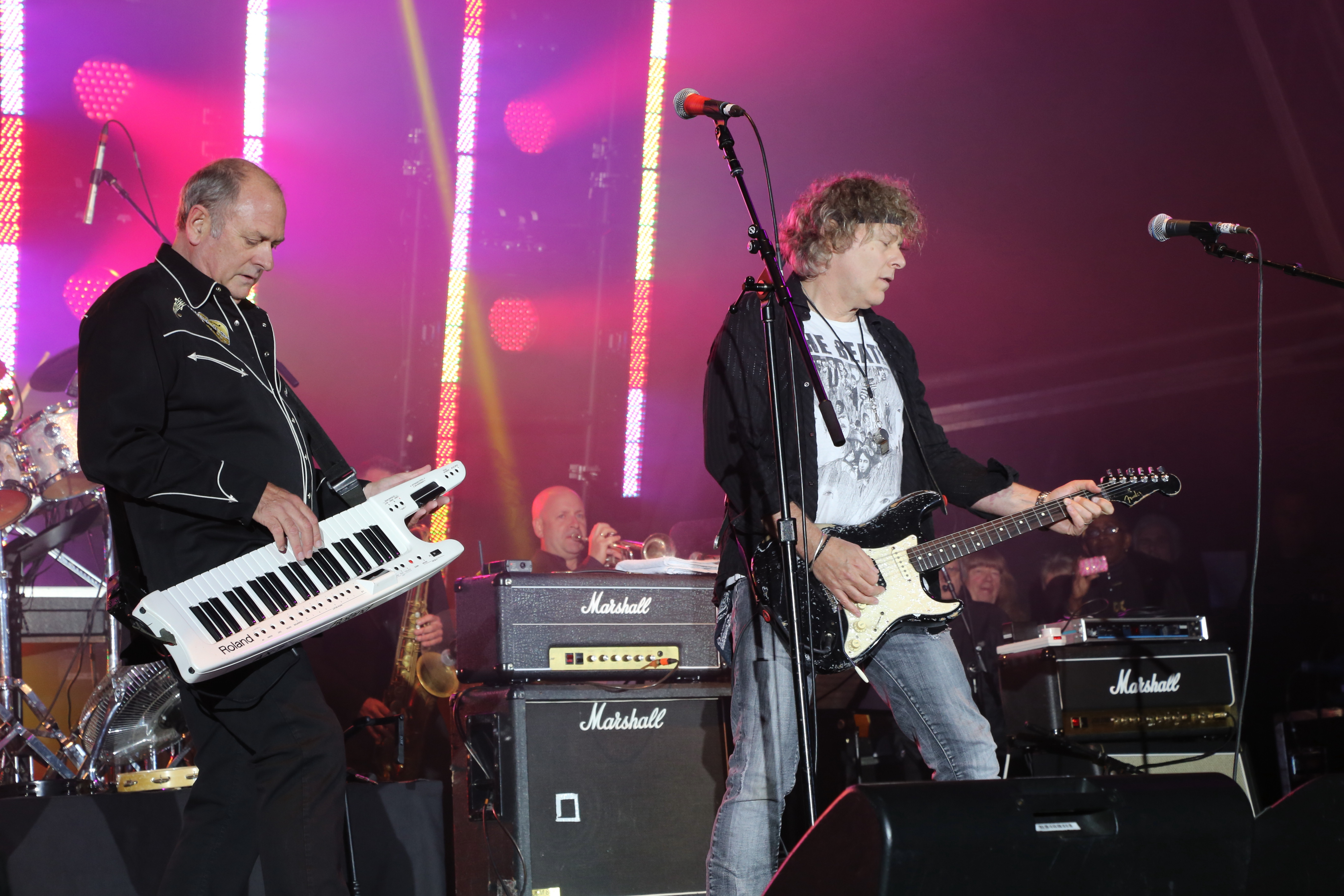
Spike Edney (links) und Jamie Moses bei einem Auftritt der SAS Band (2013)

Die SAS Band (abgeleitet aus Spike’s All Star Band) wurde 1994 von Spike Edney gegründet. Dieser ist bekannt dafür, dass er Queen seit Mitte der 1980er Jahre bei Konzerten als Keyboarder begleitet.
Die Originalbesetzung mit Jamie Moses (Gitarre, Gesang) Neil Murray (Bass), Cozy Powell (Schlagzeug) war ursprünglich die Band von Brian May bei dessen ersten Solotour. Chris Thompson stieß als Sänger dazu. Nach dem Unfalltod von Cozy Powell nahm Eric Singer seinen Platz ein, wie bereits zuvor bei Brian Mays zweiter Solotour 1998. Die SAS Band trat auch 2009 immer noch auf, aber in wechselnder Besetzung. Neben Edney gehören nur Jamie Moses und Chris Thompson zur Stammformation.  
Für Studio-Aufnahmen oder Live-Auftritte konnte Spike Edney zahlreiche bekannte Musiker gewinnen, darunter Roger Taylor, Brian May und John Deacon von Queen, Chris Thompson (Manfred Mann’s Earth Band), Fish (Marillion), Steve Lukather (Toto), Paul Rodgers (Free, Bad Company), Ian Anderson (Jethro Tull), Paul Young, Steve Hogarth (Marillion), Marti Pellow (Wet Wet Wet) und Bob Geldof.
Die SAS Band hat zwei Alben und eine DVD veröffentlicht.

## Diskografie

### Alben
- 1998: SAS Band
- 2001: The Show